# Comandraceae
Họ Comandraceae Nickrent & Der, 2010 là một họ thực vật hạt kín do Nickrent & Der đề xuất năm 2010 để chia tách họ Santalaceae s. l. thành 7 họ khác nhau, do họ này trên thực tế chứa bảy nhánh rất khác biệt. Do vậy, họ này không có trong hệ thống APG III năm 2009 (không đổi so với hệ thống APG II năm 2003 và hệ thống APG năm 1998), mà nó chỉ được coi là một phần trong họ Santalaceae s. l., và được đề cập trong website của APG như là nhóm Comandra.

## Phân loại
Chi điển hình: Comandra Nutt.. Họ này theo các tác giả bao gồm 2 chi với 2 loài: 
- Comandra Nutt.: 1 loài (C. umbellata (L.) Nutt.) ở Bắc Mỹ, châu Âu và khu vực ven Địa Trung Hải.
- Geocaulon Fern.: 1 loài (G. lividum Fern.) ở Alaska và Canada, kéo dài xuống phía nam tới đông bắc, trung bắc và tây bắc Hoa Kỳ.

Hai chi Comandra và Geocaulon có quan hệ họ hàng gần và có thời từng được coi là một. Cả hai chi này đều là thực vật thân thảo bán ký sinh rễ với các lá đơn mọc so le. Các cụm hoa dạng xim ở nách lá hay đầu cành. Hoa của Comandra là lưỡng tính trong khi của Geocaulon là đơn tính (đơn tính cùng gốc hay đơn tính cùng gốc đực). Hoa chỉ bao gồm 1 vòng, không có dấu vết của đài hoa hay đài phụ. Có 4-6 cánh hoa và số lượng nhị như vậy nhưng mọc đối. Các lông tơ phát sinh từ cánh hoa gắn với mô kết nối nhị sau khi nở hoa. Ở chi Geocaulon thì hoa cái có các nhị lép còn hoa đực có các nhụy lép. Đĩa tuyến mật phân thùy ở trên đỉnh bầu nhụy hạ một ngăn. Quả là loại quả hạch (hay giả quả hạch), vỏ quả ngoài khô đi sau khi nứt ở chi Comandra), nhưng trở nên dày cùi thịt hơn ở chi Geocaulon.
Phân loại truyền thống của họ Comandraceae là trong tông Santaleae (= Osyrideae), nhưng chứng cứ phân tử đặt đơn vị phân loại này trong một đa phân (polytomy) thuộc nhóm cơ sở của họ Santalaceae s.l. Tính khác biệt của họ này lần đầu tiên được Tieghem ghi nhận năm 1896, được hỗ trợ bởi các đặc trưng phôi.
Comandra umbellata có lẽ là loài phổ biến rộng khắp nhất của bộ Santalales, có mặt tại khắp mọi nơi ở Hoa Kỳ và miền nam Canada cũng như tại bán đảo Balkan. Dựa vào vị trí phát sinh chủng loài của nó, người ta có thể suy đoán rằng chi này là cổ xưa và lịch sử địa sinh học của nó là sự chia tách thành các phần rời rạc của khu vực phân bố địa lý.